# Charlot marquis
Pour plus de détails, voir Fiche technique et Distribution.
Charlot marquis (titre original : Cruel, Cruel Love) est une comédie burlesque américaine réalisée par George Nichols avec Charlie Chaplin, sortie le 26 mars 1914.

## Synopsis
Charlie est un jeune aristocrate qui tente de se suicider après que sa fiancée l'a chassé. Cette dernière l'avait vu aux bras de sa domestique. Mais résultant d'un terrible malentendu elle renoue avec lui, cependant Charlie a déjà bu le poison. Il s'avéra en fait que ce n'était que de l'eau.

## Fiche technique
- Titre original : Cruel, Cruel Love
- Titre : Charlot marquis
- Réalisation : George Nichols
- Scénario : Craig Hutchinson, Charlie Chaplin (non crédité)
- Photographie : Frank D. Williams
- Producteur : Mack Sennett
- Société de production : The Keystone Film Company
- Société de distribution : Mutual Film
- Pays d’origine :  États-Unis
- Langue : titres en anglais
- Format : Noir et blanc - 35 mm - 1,33:1  -  Muet
- Genre : Comédie, Film burlesque
- Longueur : une bobine (300 mètres)
- Durée : 14 minutes
- Date de sortie : 26 mars 1914
- Licence : Domaine public

## Distribution
- Charlie Chaplin : Lord Helpus / Mr. Dovey
- Edgar Kennedy : le majordome de Lord Helpus
- Minta Durfee : la femme
- Eva Nelson : la femme de ménage

Distribution non créditée :
- Glen Cavender : le docteur barbu
- Billy Gilbert : l'ambulancier de petite taille
- William Hauber : le jardinier (non crédité)
- Bert Hunn : l'ambulancier de grande taille
- Harry Russell : le docteur chauve